# La caza del meteoro
La caza del meteoro (La Chasse au météore) es una novela del escritor francés Jules Verne publicada en "Le Journal" desde el 5 de marzo hasta el 10 de abril de 1908, e íntegramente el 30 de abril de ese mismo año en un volumen doble junto con "El piloto del Danubio". 
La novela fue escrita alrededor del año 1898, y sería modificada después por el hijo del escritor: Michel Verne.

## Argumento
Dos astrónomos aficionados estadounidenses residentes en la misma ciudad descubren a la par un meteoroide, y ambos reclaman el derecho del descubrimiento y el de darle su apellido, lo que origina una gran rivalidad entre ellos. 
Mientras, otro personaje muy excéntrico (Zephyrin Xirdal, un inventor francés), ha emprendido la tarea de atraer hacia la Tierra, y a un punto en concreto, el dichoso meteoroide, que sería así un meteorito.

## Personajes
- Sr. Dean Forsyth.
- Sr. Sydney Hudelson.
- "Omicron".
- Francis Gordon.
- Mitz.
- Jenny Hudelson.
- Loo Hudelson.
- Zephyrin Xirdal.
- Sr. Seth Stanfort.
- Srta. Arcadia Walker.
- John Proth.

## Capítulos
- I En el que el juez John Proth cumple uno de los más agradables deberes de su cargo antes de regresar a su jardín.

- II Que introduce al lector en la casa de Dean Foryth y le pone en conocimiento de su sobrino, Francis Gordon, y de su buena Mitz.

- III Donde se trata del doctor Sydney Hudelson, de su esposa, la señora Flora Hudelson, de la señorita Jenny y de la señorita Loo, sus dos hijas.

- IV De cómo dos cartas que se enviaron, una al Observatorio de Pittsburg y otra al Observatorio de Cincinnati, fueron clasificadas con los informes sobre bólidos.

- V En el que, por muy grande que sea su berrinche, el señor Dean Forsyth y el doctor Hudelson tan solo obtienen noticias de su meteorito por la prensa.

- VI Que contiene algunas variaciones más o menos fantasiosas sobre los meteoritos en general, y, en particular, sobre el bólido cuyo descubrimiento se disputan Hudelson y M.M. Forsyth.

- VII En el que se verá a la señora Hudelson muy dolida por la actitud del doctor y se oirá a la buena Mitz desairar a su señor de manera bien patente.

- VIII Que muestra cómo la polémica periodística agrava la situación, y que culmina con una constatación tan certera como inesperada.

- IX Durante el que la prensa, el público, el señor Dean Forsyth y el doctor Hudelson se entregan a un frenesí matemático.

- X Durante el que le viene a la mente una idea a Zéphyrin Xirdal, y hasta dos llegan a venirle.

- XI En el que el señor Dean Forsyth y el doctor Hudelson experimentan una violenta emoción.

- XII En el que se ve a la señorita Arcadia Stanfort esperar su turno sin que le falte una viva impaciencia, y en el que se declara incompetente el señor John Proth.

- XIII En el que se ve, como había previsto el juez Proth, aparecer al tercer ladrón, seguido al instante de un cuarto.

- XIV En el que la viuda Thibaut, interponiéndose sin consideración en los más delicados asuntos de la mecánica celeste, causa graves preocupaciones al banquero Robert Lecœur.

- XV En el que J.B.K. Lowenthal anuncia quién es el ganador del lote grande.

- XVI En el que se ve a gran número de curiosos aprovechar la ocasión de ir a Groenlandia y asistir a la caída del extraño aerolito.

- XVII En el que el portentoso bólido y un pasajero del Mozik se topan con un pasajero del Oregón, el segundo, y con el Globo Terráqueo, el primero.

- XVIII En el que, para presenciar la caída del bólido, el señor de Schnack y sus numerosos cómplices cometen los delitos de robo y escalada.

- XIX En el que se cuenta cómo Zéphyrin Xirdal experimenta una creciente aversión por el bólido, y lo que se sigue.

- XX Que tal vez se leerá con un poco de desagrado, pero que ha obligado a escribir al autor su respeto por la verdad histórica tal como fue registrada en los anales astronómicos.

- XXI Último capítulo, que contiene el epílogo de esta historia y en el que la última palabra corresponde al señor John Proth, juez de Whaston.

## Grado de autenticidad
Al igual que las otras novelas consideradas como apócrifas, "La caza del meteoro" fue ampliamente modificada por Michel Verne. Entre los cambios destacan
- El aumento de 17 a 21 capítulos
- La creación del personaje Zéphyrin Xirdal, que para muchos es el condimento de la obra
- Mayor presencia del personaje de Mitz, que pasa de ser circunstancial a ser un personaje notable con un lenguaje propio y único.

También se dieron traslación de capítulos y otros cambios menores. Sin embargo, estas modificaciones en general parecen ser para bien, conservando el espíritu de la obra, a diferencia de lo que ocurre con otras obras modificadas por el hijo del escritor, como "El volcán de oro" y "Los náufragos del Jonathan", en las que los cambios son muy cuestionables, pues se modifica radicalmente el estilo del escritor, e incluso el contenido es contrario a las creencias de Jules Verne.

## Temas vernianos tratados

### Astronomía
Verne parece tener un especial interés por el espacio exterior, pues una de sus principales y primeras novelas, "De la Tierra a la Luna", expone la idea de que el hombre puede salir de la Tierra. 
En historias posteriores, parece tener un interés por los astrónomos en concreto. En "Héctor Servadac", aparece Palmiro Roseta, quien afirmaba ser el descubridor del cometa "Galia", en el que viajaban los personajes principales. Roseta es un ser frío que únicamente vive para la ciencia. 
Otro célebre astronómo de su obra es Thomas Black, que aparece en "El país de las pieles". Este personaje, un ser completamente distraído, es la otra cara de los científicos de Verne. 
Jugando con las personalidades, en esta ocasión Verne pone de frente a dos astrónomos destinados a ser rivales, y que anteponen a la ciencia su deseo de reconocimiento y de gloria.

### Química
Verne presenta, por boca del inventor Xirdal, un nuevo elemento radiactivo denominado precisamente «xirdalium», que, según se indica, es « cien mil veces más radiactivo que el propio radio ». El desconocimiento del peligro de la radiactividad es evidente, ya que el invento de Xirdal se maneja durante varios capítulos sin cuidado alguno.

### Física atómica
Xirdal habla, en un momento dado, de la materia y de la energía como de «entes» intercambiables (adelantándose así a Einstein). Hace mención de la acción a distancia de la radiación mientras con su invento (basado en "rayos neutros helicoidales") intenta eliminar o amortiguar la fuerza de la gravedad de la Tierra.

## Adaptaciones
- 1966:[3] "La chasse au météore". Telefilme francés. 
  - Dir.: Lazare Iglésis.[4][5]
  - Int.: Bernard La Jarrige, François Maistre, Philippe Avron, René Clermont, Jacques Debary.[4]